# Vavoom
 (транскр.  Вавум) први је ТВ канал који је намењен искључиво тинејџерима на подручју Балкана. Са емитовањем је кренуо 17. априла 2018. године. Канал је основала и његов власник је United Media. Емитује се у Србији, Црној Гори и Републици Српској на српском језику, у Хрватској и Федерацији Босне и Херцеговине на хрватском језику и у Северној Македонији на македонском језику 24 часа дневно. Канал подржавају оператери Тотал ТВ, ЕОН и СББ.
Емитује се анимирани филмови, документарне емисије, ТВ серије и такмичење талената America's Got Talent (Америка има таленат). Програм је 50% титлован и 50% синхронизован. Српске синхронизације за овај канал продуцира студио Блу хаус, а емитује се и разне синхронизације које је за канал Никелодион продуцира студио Голд диги нет.

## Програм
| Премијера        | Наслов                                         | Студио        |
| ---------------- | ---------------------------------------------- | ------------- |
| 17. април 2018.  | 100 ствари које треба урадити пре средње школе | Голд диги нет |
| 17. април 2018.  | Ај Карли                                       | Голд диги нет |
| 17. април 2018.  | Америка има таленат                            | титловано     |
| 17. април 2018.  | Британија има таленат                          | титловано     |
| 17. април 2018.  | Викторијус                                     | Голд диги нет |
| 17. април 2018.  | Долари у новој згради                          | титловано     |
| 17. април 2018.  | Живот Стенлијевих                              | Блу хаус      |
| 17. април 2018.  | Кљова                                          | Блу хаус      |
| 17. април 2018.  | Инвазија Рабида                                | Голд диги нет |
| 17. април 2018.  | У Великом Стану                                | титловано     |
| 17. април 2018.  | Тандерменови                                   | Голд диги нет |
| 17. април 2018.  | Икс Фактор                                     | титловано     |
| 7. октобар 2018. | Бела и Булдози                                 | Голд диги нет |
| 7. октобар 2018. | Аватар: Последњи владар ветрова                | Голд диги нет |
| 7. октобар 2018. | Уклети Хaтевејеви                              | Голд диги нет |
| 2018.            | Лола Хиг                                       | титловано     |
| 2018.            | Јапанзи                                        | титловано     |
| 2018.            | Џејми Џоксон                                   | титловано     |
| 2018.            | Деграси                                        | титловано     |
| 2018.            | Кејтин невероватне машине                      | титловано     |
| 2018.            | Врхунски Спајдермен                            | титловано     |
| 2018.            | Ратови звезда: Побуњеници                      | титловано     |
| 2018.            | Ратови звезда: Ратови клонова                  | титловано     |
| 2018.            | Ухвати Ејса!                                   | Голд диги нет |
| 2018.            | Кремпитићи                                     | Голд диги нет |
| 2018.            | Легенда о Кори                                 | Голд диги нет |
| 2018.            | Форт Бојард                                    | титловано     |
| 2018.            | Сејди Џеј                                      | титловано     |
| 2018.            | Званично фантастично                           | титловано     |
| 2018.            | Вучја крв                                      | титловано     |
| 2020.            | Маркусов ниво                                  | Голд диги нет |
| 2022.            | ГГ                                             | титловано     |
| 2022.            | Нетслих                                        | титловано     |
| 2022.            | ЛОЛ                                            | титловано     |
| 2022.            | ЛОЛ Свет                                       | титловано     |
| 2022.            | Деграси: Нова генерација                       | титловано     |
| 2022.            | Овчица Шоне                                    | -             |
| 2022.            | Живот Гортимера Гибона у нормалној улици       | титловано     |
| 2022.            | Чаробњаци против ванземаљаца                   | титловано     |
| 2022.            | То је тако чудно                               | титловано     |
| 2022.            | Рођена звезда                                  | титловано     |
| 2022.            | Књига смрти                                    | титловано     |
| 2022.            | Слепа улица                                    | титловано     |
| 20. март 2023.   | Жлабац                                         | Blue House    |
| 20. март 2023.   | Школа рока                                     | Голд диги нет |
| 20. март 2023.   | Чета витезова                                  | Голд диги нет |
| 20. март 2023.   | Развали игру                                   | Голд диги нет |
| 20. март 2023.   | Чудновили родитељи                             | Голд диги нет |
| 2024.            | Фанбој и Чам Чам                               | Голд диги нет |